# حقل سارة وميرا
حقل سارة وميرا (بالعبرية: שרה ומירה‏)، هما رخصتا حقلان بحريان غرب مدينة نتانيا في إسرائيل. انتهت مدة الرخصتان بتاريخ 13 يوليو عام 2015. كان جهود التَثقِيب الاستكشافي الذي جرى في المنطقة المُرخَّصة عام 2012 غير ناجحة، ولكن أشارت الدراسات الجيولوجية إلى احتمال وجود غاز ونفط في طبقات أعمق لم يجري استكشافها بعد.

## الاحتياط
وبحسب وزارة البنى التحتية الإسرائيلية فان احتياطي حقل غاز تمر المقدر ب238 مليار متر مكعب من الغاز الطبيعي وذلك من حقل ليفيثيان «من الممكن أن تبلغ الضعف وتؤمن حاجات إسرائيل الاستهلاكية لمدة 25 عاما». إلا أن هذين الحقلين موجودين في مناطق بحرية متنازع عليها بخلاف حقلي سارة وميرا.  وبفضل استغلال الحقلين الجديدن لن تعود إسرائيل بحاجة كبيرة للغاز الطبيعي المصري الذي يشكل 43% من الاستهلاك الداخلي في إسرائيل.

## تاريخ الملكية
| الشركة                                                    | الحصة | المساهم الرئيسي                                               |
| --------------------------------------------------------- | ----- | ------------------------------------------------------------- |
| إمانويل                                                   | 19.2% | عوفر نمرودي                                                   |
| ILDC Energy (بورصة تل أبيب:IE)                            | 27.3% | عوفر نمرودي                                                   |
| شركة إسرائيل المحدودة لتنمية الأراضي (بورصة تل أبيب:ILDC) | 5%    | عوفر نمرودي                                                   |
| مودي إن إنرجي (بورصة تل أبيب:MDIN.L)                      | 20.5% | إسحق سلطان ونوتشي دنكنر (بواسطة مجموعة أي دي بي)              |
| أي دي بي القابضة (بورصة تل أبيب:IDBH)                     | 5%    | نوتشي دانكنر                                                  |
| Shaldieli (بورصة تل أبيب:SLDL)                            | 13%   | Bontan Corporation Inc. (OTC:BNTNF), شركة إسرائيل للنفط (IPC) |
| جيوگلوبال ريسورسز (بورصة نيويورك:GRR)                     | 10%   |                                                               |

## وصلات خارجية
- Chapman Petroleum Engineering Ltd.
- GeoGlobal Resources Inc.
- Ministry of National Infrastructures (Israel)
- Netherland, Sewell & Associates, Inc.
- Noble Corporation
- PetroMed Corp
- بورصة تل أبيب